# Chans' Ou an Destiné
Chans' ou an destine est le premier album de Miss Dominique sorti en 1998.

## Pistes
1. An Chans' ou an destine
2. Coté mwen
3. Bone pa ni pri
4. Quand commence la fin
5. À gauche interlude
6. Nou tout innocent
7. Choisis ta vie
8. Bone pani pri
9. An chans' ou an destine
10. Interlude